# Michał Kowalski (prawnik)
Michał Andrzej Kowalski (ur. 1973) – polski prawnik, doktor habilitowany nauk prawnych, wykładowca Uniwersytetu Jagiellońskiego.

## Życiorys
Absolwent Wydziału Prawa i Administracji UJ. Studiował także w Trinity College Dublin. Na Uniwersytecie Jagiellońskim w 2002 uzyskał doktorat na podstawie napisanej pod kierunkiem Kazimierza Lankosza pracy pt. Europejskie standardy ochrony uchodźców. Studium prawno-międzynarodowe. Na tejże uczelni w 2014 habilitował się. Został adiunktem w Zakładzie Prawa Międzynarodowego Publicznego na WPiA UJ, a także w Wyższej Szkole Biznesu – National-Louis University w Nowym Sączu. Był promotorem 3 i recenzentem 2 przewodów doktorskich.
W latach 2009–2019 orzekał w Radzie do Spraw Uchodźców III i IV kadencji. Członek Komitetu Nauk Prawnych PAN w kadencji 2015–2019. Członek Doradczego Komitetu Prawnego przy Ministrze Spraw Zagranicznych RP, członek European Society of International Law. Specjalizuje się w prawie konfliktów zbrojnych, prawach człowieka, prawie migracyjnym i uchodźczym.